# 1936 في فرنسا
فيما يلي قوائم الأحداث التي وقعت خلال عام 1936 في فرنسا.

## سياسة

### تعيين في المنصب
- 24 يناير – جورج بونيت ،نائب فرنسي.
- 21 مارس – مارسال بيروتون .
- 1 يونيو – روبير شومان نائب فرنسي.
- 1 يونيو – فينسنت أوريول نائب فرنسي.

### انتهاء فترة المنصب
- 22 يناير – جورج بونيت ،نائب فرنسي،.
- 21 مارس – مارسال بيروتون المقيم العام الفرنسي (تونس)،.
- 31 مايو – روبير شومان نائب فرنسي.
- 31 مايو – فينسنت أوريول نائب فرنسي.

## رياضة
- 1 يناير – سباق طواف فرنسا 1936 الفائزون أنطونين ماغني، سيلفير مايس، خوليان بيرينديرو، Félicien Vervaecke [الإنجليزية]‏.
- 12 أبريل – سباق باريس روبيه 1936 الفائزون رومان مايس، جورج سبايكر، Gaston Rebry [الإنجليزية]‏.

## ظهور
- 1 يناير – شامبانيا مشروب كحولي.

## مواليد

### يناير
- 1 يناير – أدولف نيكولا
- 1 يناير – ليلى اوشال
- 22 يناير – جولييت ماينيل
- 29 يناير – لوسيان كوسو لاعب كرة قدم فرنسي.

### فبراير
- 5 فبراير – ميشيل روسو درّاج مضمار فرنسي.
- 23 فبراير – روجر ريفيير درّاج طريق فرنسي.

### مارس
- 7 مارس – جورج بيريك كاتب فرنسي.

### أبريل
- 15 أبريل – رايمون بوليدور درّاج طريق فرنسي.

### أغسطس
- 27 أغسطس – فيليب لابرو كاتب فرنسي.

### أكتوبر
- 12 أكتوبر – باسكال أودريه ممثلة فرنسية.

### ديسمبر
- 7 ديسمبر – ريني فرير لاعب كرة قدم.
- 28 ديسمبر – جاك مسرين مجرم فرنسي.

## وفيات

### يناير
- 6 يناير – فرانسوا بوغند (مواليد 1880) دراج فرنسي.

### فبراير
- 19 فبراير – وليم بيلي ميتشل (مواليد 1879) ضابط من الولايات المتحدة الأمريكية.
- 28 فبراير – شارل نيكول (مواليد 1866)

### أبريل
- 23 أبريل – تيريسا دي لا بارا (مواليد 1889) روائية فنزويلية.

### مايو
- 23 مايو – هنري رينيه (مواليد 1864) شاعر فرنسي.

### أغسطس
- 2 أغسطس – لويس بلايريو (مواليد 1872)
- 23 أغسطس – جولييت آدم (مواليد 1836)

### سبتمبر
- 16 سبتمبر – جان باتيست شاركو (مواليد 1867)
- 17 سبتمبر – هنري لويس لو شاتلييه (مواليد 1850) عالم كيمياء فرنسي.
- 21 سبتمبر – أنتوان مييه (مواليد 1866)

### ديسمبر
- 7 ديسمبر – جون ميرموز (مواليد 1901) طيار فرنسي.